# To Heart
To Heart (яп. トゥハート ту ха:то, «Для сердца») — японская эротическая игра в жанре визуального романа, разработанная японской студией Leaf и выпущенная 23 мая 1997 года в версии на PC. Позднее была портирована на приставку PlayStation в озвученной версии. Вторая PC-версия, названная To Heart PSE, содержала вариант PlayStation — с вырезанными откровенными сценами — и несколько бонусных игр. To Heart стала пятой игрой Leaf. В июне 2000 года в издательстве Enterbrain по To Heart было опубликовано руководство To Heart Official Guidebook: The Essence of To Heart (яп. トゥハート公式ガイドブック―The essence of To Heart).
По мотивам игры компанией Oriental Light and Magic в 1999 году было снято романтическое аниме. Как отмечается в рецензии ANN, оригинальная игра совершила революцию в своем жанре и «подняла жанр визуальных романов на новый уровень выразительности. К несчастью, подобного нельзя сказать о аниме снятом по этой игре». Позднее была издана манга. В 2004 году выходит аниме-продолжение под названием To Heart: Remember My Memories, а в 2005 году вышла игра To Heart 2 никак не связанная с сюжетом первой части.

## Игровой процесс

Обложка To Heart, версия для PlayStation.

Геймплей почти не требует действий от игрока, большую часть времени требуется просто читать появляющийся на экране текст, который представляет собой или диалог между различными персонажами или внутренний монолог главного героя. Периодически игровой персонаж попадает в «момент принятия решения», когда появляется шанс выбрать ответ из нескольких вариантов. В зависимости выбора игрока, сюжет будет развиваться в заданном направлении. В To Heart восемь центральных сюжетных линий, по одной для каждой героини. Чтобы полностью увидеть все восемь сюжетов, игрок должен многократно переигрывать игру и каждый раз принимать различные решения.

## Персонажи
- Хироюки Фудзита (яп. 藤田 浩之 Fujita Hiroyuki) — главный герой, друг детства Акари, по ходу основной сюжетной линии постепенно влюбляется в неё. Роль озвучивает Кадзуя Итидзё.
- Акари Камигиси (яп. 神岸 あかり Kamigishi Akari) — любит плюшевых мишек и особенно того, которого ей подарил Хироюки. Знает его с детского сада, они чрезвычайно близки и много времени проводят вместе. Акари великолепно готовит и является членом школьного кулинарного кружка. Роль озвучивает Аяко Кавасуми. В игре Акари — один из возможных объектов внимания героя, в аниме играет центральную роль как рассказчик.
- Сихо Нагаока (яп. 長岡 志保 Nagaoka Shiho) — познакомилась с главным героем в средней школе. Девчонка-сорванец, близкая подруга Акари. Обожает сплетни и в курсе всего, что происходит в школе. Роль озвучивает Тиэко Хигути.
- Мульти (яп. マルチ Марути, HMX-12) — экспериментальный андроид женского пола, выпущенная компанией Kurusugawa Electronics в рамках серии HM («human maiden», букв. «человеческая девушка»). Её послали в школу, чтобы изучить поведение людей. Очень веселая, любит заниматься уборкой. Должна регулярно заряжать батареи. Главная героиня To Heart: Remember My Memories. Роль озвучивает Юи Хориэ
- Томоко Хосина (яп. 保科 智子 Hoshina Tomoko) — уроженка Кобе и староста класса, очень серьёзная и ответственная. Переехала в другой город из-за проблем между родителями. Роль озвучивает Мя Хисакава.
- Сэрика Курусугава (яп. 来栖川  芹香 Kurusugawa Serika) — член богатного и чрезвычайно могущественного бизнес-клана Курусугава, управляющего целым рядом компаний, в частности, лабораторией Kurusugawa Electronics. Разговаривает настолько тихо, что расслышать её можно лишь стоя вплотную. Слуги называют её «хозяйкой» и отвозят домой на лимузине. Мистически настроенная личность, является единственным членом школьного оккультного кружка. Младшая сестра Сэрики, Аяка Курусугава (яп. 来栖川 綾香 Kurusugawa Ayaka), очень похожа на неё внешне, но по-характеру общительна и уверена в себе. Ходит в другую школу, также увлекается боевыми искусствами. Сэрику и Аяку озвучивает Дзюнко Ивао.
- Лемми Мияути (яп. 宮内レミィ Мияути Рэми:) — наполовину американка, высокая блондинка с голубыми глазами. Её полное имя — Лемми Кристофер Хелен Мияути. Говорит на японском языке со стереотипным американским акцентом, часто путает слова или переходит на английский язык в разговоре. Член школьного кружка кюдо (стрельба из лука). Роль озвучивает Руми Касахара.
- Аой Мацубара (яп. 松原 葵 Matsubara Aoi) — практикует особый боевых искусств, известный как «Стиль экстремальных правил» (то есть, бои без правил[уточнить]). Однако потому, что Аой не увлекается более традиционными видами боя, другие любители боевых искусств отвергают её. Роль озвучивает Маюми Иидзука.
- Котонэ Химэкава (яп. 姫川 琴音 Himekawa Kotone) — девочка с эстрасенсорными способностями, которыми она не способна полностью управлять. Вместо того, чтобы учиться контролировать свой телекинез, она сдерживается, пока он не прорывается, неся разрушение. Любит удон. Роль озвучивает Кёко Хиками. В аниме Котонэ также может предсказывать будущее.
- Рио Хинаяма (яп. 雛山 理緒 Hinayama Rio) — доступна после завершения сценария за Акари. Все время занята на временных работах, является поклонницей романской манги и аниме. Очень самостоятельна. Роль озвучивает Икуэ Отани.

## Аниме
Сюжет крутится вокруг романтических приключениях Акари Камигиси, её друзей и других учеников школы. Открывающую композицию аниме «Feeling Heart» исполняет Масами Накацукаса, а закрывающую «Yell» — Аяко Кавасуми. Открывающую песню To Heart: Remember My Memories под названием «Daisuki da yo (Into Your Heart)» (яп. 大好きだよ) исполняет Наоми Танисаки, закрывающую «Sorezore no Mirai e» (яп. それぞれの未来へ) — Харуна Икэда. «Daisuki da yo» поднялась на 63 строчку японского хит-парада Oricon.

### Список серий
| #  | Название                                                    | Дата трансляции     |
| -- | ----------------------------------------------------------- | ------------------- |
| 01 | Утро по-новому «Atarashii Asa» (新しい朝)                   | 1 апреля 1999 года  |
| 02 | Инцидент после школы «Hōkago no Dekigoto» (放課後の出来事)  | 8 апреля 1999 года  |
| 03 | В солнечном кругу «Hidamari no Naka» (陽だまりの中)         | 15 апреля 1999 года |
| 04 | Яркий момент «Kagayaki no Shunkan» (輝きの瞬間)             | 22 апреля 1999 года |
| 05 | Под голубыми небесами «Aoi Sora no Shita de» (青い空の下で) | 29 апреля 1999 года |
| 06 | Восхищение «Akogare» (憧れ)                                 | 6 мая 1999 года     |
| 07 | Нерешительный взгляд «Yureru Manazashi» (揺れるまなざし)    | 13 мая 1999 года    |
| 08 | Спокойное время «Odayaka na Jikoku» (おだやかな時刻)        | 20 мая 1999 года    |
| 09 | Там, где сердце «Kokoro no Arika» (心の在り処)              | 27 мая 1999 года    |
| 10 | Мечтательная улыбка «Yumemiru Egao» (夢見る笑顔)            | 3 июня 1999 года    |
| 11 | Теплый взгляд «Nukumori no Hitomi» (ぬくもりの瞳)           | 10 июня 1999 года   |
| 12 | Время для эмоций «Omoi no Kisetsu» (想いの季節)             | 17 июня 1999 года   |
| 13 | Снежный день «Yuki no Furu Hi» (雪の降る日)                 | 24 июня 1999 года   |

### Омакэ
| # | Название | Дата трансляции |
| - | --- | --------------- |
| 1 | Usual Morning «Itsumo no Asa» (いつもの朝)                                                                                      |                 |
| 2 | Private Room |                 |
| 3 | Hanging Out «Toki ni wa Issho ni» (時には一緒に)                                                                                |                 |
| 4 | Monster Shock |                 |
| 5 | Good Story «Chotto... Ii Hanashi» (ちょっと...イイ話)                                                                           |                 |
| 6 | Class has one hundred percent attendance today «Kyō wa Bokura no Kurasu wa Zen'in Shusseki da» (今日は僕らのクラスは全員出席だ) |                 |